# Sorption

Illustration de la différence entre absorption et adsorption.

La sorption est le processus par lequel une substance est adsorbée ou absorbée (par un « sorbant ») sur ou dans une autre substance. Elle résulte de l'action de molécules de gaz ou de liquide mises en contact avec un matériau solide, et qui adhèrent à sa surface (adsorption) ou s'incorporent dans la totalité de son volume (absorption). Dans les deux cas, les molécules fixées ne sont plus présentes dans le solvant.
La désorption est la transformation inverse de la sorption, par laquelle les molécules sorbées se détachent du substrat.

## Applications
La sorption, en particulier l'adsorption, ainsi que la désorption, jouent un rôle crucial dans le comportement des substances toxiques, par exemple pour les substances organiques dans l'air (fixation des particules d'aérosol). Les substances toxiques peuvent également se fixer durablement à des particules du sol.
La sorption est utilisée pour la climatisation solaire grâce à des machines frigorifiques par absorption ou par déshumidification de l'air grâce à des substances hydrophiles.
Les processus de sorption sont utilisés dans le traitement de l'air industriel.